# 守尾崇
守尾 崇（もりお たかし、1968年1月1日 - ）は、日本の作曲家、編曲家、キーボーディスト、 シンセシスト、マニピュレーター、実業家。東京都出身。元有限会社サイン代表取締役。

## 来歴
1996年、ユニットD groundとしてシングル「PLAY」でメジャー・デビュー。4枚のシングルをリリースする。1998年の活動終了後は作曲家、編曲家として、浜崎あゆみ、ケツメイシ、mihimaru GT等の楽曲を手掛ける傍ら、2002年には伊藤陽一郎とのユニットaaron.としてシングル「Song In The Moon Light」をリリース。2009年には浅倉大介、大光亘とのユニットDrei Projektとして配信限定アルバム「Valentine Session 2009.02.14」をリリース。ほか、access、TRF、BoA、mihimaru GT等のサポート・キーボーディスト、マニピュレーターを務めている。

## 主な作品
- 守尾崇
  - エスケープモード (feat.いつか (Charisma.com))（作曲・編曲）
- 吉田凜音
  - 文句BOO（作曲）
- 原田珠々華
  - 光合成（編曲）
  - 帰路（編曲）
  - プラチナ（編曲）
- 三澤紗千香
  - 「I Wanna Be」（編曲）
- あれくん
  - 「Light up」（編曲）
- MM学園 合唱部
  - 「乗ってるかぁ〜い!」（編曲）
- Charisma.com
  - 「HATE」（作曲・編曲）
  - 「イイナヅケブルー」（作曲・編曲）
  - 「やれよ。」（作曲・編曲）
  - 「ジョブ後のメイク」（作曲・編曲）
  - 「自撮ーる」（作曲・編曲）
  - 「豚」（作曲・編曲）
  - 「りぼん」（作曲・編曲）
  - 「そのままポリシー」（作曲・編曲）
  - 「カンブリアダンス」（作曲・編曲）
  - 「タブー」（作曲・編曲）
  - 「変身」（作曲・編曲）
  - 「スーパースター」（作曲・編曲）
- May J.
  - 「嘘つき、嘘つき。」（編曲）
- カントリー娘。に紺野と藤本（モーニング娘。）
  - 「浮気なハニーパイ」（編曲）
- Kimeru
  - 「Waiting for…」（編曲）
- ギャルル
  - 「Boom Boom めっちゃマッチョ!」（編曲）
- ケツメイシ
  - 「合わせた手のひらの間-in between the two palms」（作曲）
  - 「月と太陽」（作曲・編曲）
  - 「MAKE&BREAK」（作曲・編曲）
  - 「ストーリー」（作曲・編曲）
  - 「8月の雨」（作曲・編曲）
  - 「親父のメール」（編曲）
  - 「さらば涙」（作曲・編曲）
  - 「いい感じ」（作曲・編曲）
  - 「人間交差点」（作曲・編曲）
  - 「エターナリー」（編曲）
  - 「ヨクワラエ」（作曲・編曲）
  - 「ALL SET」（作曲・編曲）
- 寺坂頼我
  - 「僕がいるから」（作曲・編曲）
- 椎名へきる
  - 「ROCK STAR」（作曲・編曲）
- しなまゆ
  - 「Twinkle Star」（編曲）
  - 「バイバイの時間」（編曲）
  - 「1つだけ」（編曲）
  - 「夢みたいだな」（編曲）
  - 「サタデーフライト」（編曲）
  - 「ダンス社会人」（編曲）
  - 「Bambi」（編曲）
  - 「傘」（編曲）
- DJやついいちろう×いとうせいこう×いつか
  - 「YYY」（作曲・編曲）
- 傳田真央
  - 「SOME ONE 2 LOVE」（編曲）
  - 「LATELY」（編曲）
- 時東ぁみ
  - 「I'm a lady〜じれったい私〜」（編曲）
- Dream5
  - 「恋のダイヤル6700」（編曲）
  - 「学園天国」（編曲）
- 浜崎あゆみ
  - 「Depend on you」（編曲）
- ハロー!プロジェクト
  - 「OH! BE MY FRIEND」（編曲）
- Berryz工房
  - 「BERRY FIELDS」（編曲）
  - 「ハピネス〜幸福歓迎!〜」（編曲）
- BoA
  - 「Theme of BoA THE LIVE」（作曲・編曲）
- miCKun
  - 「Complete Love feat. miray」（編曲）
- mihimaru GT
  - 「帰ろう歌」（編曲）
  - 「@-train」（編曲）
  - 「Air Grow」（編曲）
  - 「願〜negai〜」（編曲）
  - 「MEJIRUSHI」（編曲）
  - 「mihimarhythm」（編曲）
  - 「ホシノスナ」（編曲）
  - 「H.P.S.J.-mihimaru Ball MIX-」（編曲）
  - 「So Merry Christmas」（編曲）
  - 「プライスレス」（編曲）
  - 「いつまでも響くこのmelody」（編曲）
  - 「マジカルスピーカー」（編曲）
  - 「かけがえのない詩」（編曲）
  - 「俄然Yeah!」（編曲）
  - 「diverge」（編曲）
  - 「Bon Voyage」（編曲）
  - 「Theme of mihimaLIVE2」（作曲・編曲）
  - 「777 feat. ET-KING」（編曲）
  - 「Over Drive」（編曲）
  - 「ドス恋 feat. 古坂大魔王」（編曲）
  - 「880〜EiEiO!!!!!!!!〜 feat. 古坂大魔王 」（編曲）
  - 「エボ★レボリューション」（編曲）
  - 「バカポジ〜Don't stop the music〜」（編曲）
  - 「君だけのStory」（編曲）
- メロン記念日
  - 「かわいい彼」（編曲）
- モーニング娘。
  - 「Say Yeah!-もっとミラクルナイト-」（編曲）
  - 「TOP!」（編曲）
- 山下智久
  - 「君の風になって」（作曲・編曲）
- 1 FINGER 
  - 「はじまりの日」（作曲・編曲）
- いぎなり東北産
  - 「Fly Out」（作曲・編曲）
  - 「HiGHER,HiGHER!!」（作曲・編曲）
  - 「トーホク・ラブ・ストーリー」（作曲・編曲）
  - 「Viper」（作曲・編曲）

## 主なライブ参加
- access
- 浅倉大介
- SPYAIR
- SOULHEAD
- Sowelu
- 貴水博之
- TRF
- D-LITE
- BoA
- mihimaru GT
- adieu（上白石萌歌）
- Kis-My-Ft2
- Kentaro Nishida
- 涼風真世
- ふぉ〜ゆ〜